# Ideolinguista
Um ideolinguista (conlanger em inglês) é uma pessoa que inventa línguas artificiais. Até à presente data, os mais famosos ideolinguistas são J. R. R. Tolkien e L. L. Zamenhof. Um dos poucos ideolinguistas profissionais é Marc Okrand, que criou o "Dicionário da língua Klingon" (ISBN 858588701X).

## Ideolinguistas profissionais
Ideolinguistas que foram contratados para criar línguas:
- Paul Frommer
- Reverendo William Fulco
- Herman Miller
- Marc Okrand
- David J. Peterson
- David Salo

## Ideolinguistas auxiliares internacionais publicados
Auxlangers são ideolinguistas que criaram línguas voltadas para a comunicação internacional.
- Louis de Beaufront
- James Cooke Brown
- Louis Couturat
- Alexander Gode
- Otto Jespersen
- Sonja Lang
- Vojtěch Merunka
- Charles Kay Ogden
- Giuseppe Peano
- Kenneth L. Pike
- Waldemar Rosenberger
- Johann Martin Schleyer
- Kenneth Searight
- Jan van Steenbergen
- Edgar de Wahl
- Ludwik Lejzer Zamenhof

## Ideolinguistas ficcionais publicados
Ideolinguistas cujo trabalho tem sido publicado em livros ou outros meios que eles criaram:
- Richard Adams
- Anthony Burgess
- Samuel Delany
- Diane Duane
- Suzette Haden Elgin
- Václav Havel
- Frank Herbert
- Hergé
- Ursula K. Le Guin
- Barry B. Longyear
- Morioka Hiroyuki
- George Orwell
- J. R. R. Tolkien
- Christian Vander
- Marion Zimmer Bradley
- Mark Rosenfelder